# Ramulus (wandelende tak)
Ramulus is een geslacht van wandelende takken uit de familie Phasmatidae. De wetenschappelijke naam van dit geslacht is voor het eerst geldig gepubliceerd in 1862 door Henri de Saussure.

## Soorten
Het geslacht Ramulus omvat de volgende soorten:
- Ramulus ablutus (Brunner von Wattenwyl, 1907)
- Ramulus aboricus (Giglio-Tos, 1914)
- Ramulus acutus (Chen & He, 2004)
- Ramulus alauna (Westwood, 1859)
- Ramulus alienus (Brunner von Wattenwyl, 1907)
- Ramulus altissimus (Chen & Zhang, 2008)
- Ramulus amathia (Westwood, 1859)
- Ramulus anceps (Brunner von Wattenwyl, 1907)
- Ramulus angustior (Brunner von Wattenwyl, 1907)
- Ramulus annuliventris (Chen & He, 2004)
- Ramulus antennatus (Chen & Li, 2002)
- Ramulus anterior (Brunner von Wattenwyl, 1907)
- Ramulus apicalis (Chen & He, 1994)
- Ramulus appropinquatus (Brunner von Wattenwyl, 1907)
- Ramulus arrogans (Brunner von Wattenwyl, 1907)
- Ramulus artemis (Westwood, 1859)
- Ramulus asaphus (Chen & He, 1992)
- Ramulus augustus (Carl, 1913)
- Ramulus baishuijiangius (Chen, 1992)
- Ramulus bannaensis (Chen, Shang & Pei, 2000)
- Ramulus bicolor (Carl, 1913)
- Ramulus bidentatus (Brunner von Wattenwyl, 1907)
- Ramulus bifarius (Chen & He, 2008)
- Ramulus bilineatus (Brunner von Wattenwyl, 1907)
- Ramulus bomiense (Chen & He, 1994)
- Ramulus brachycerus (Chen & He, 1995)
- Ramulus braggi Hennemann, 2002
- Ramulus brevianalus (Chen & He, 2008)
- Ramulus brevicercatus (Chen, 1999)
- Ramulus brongniarti (Brunner von Wattenwyl, 1907)
- Ramulus brunneus (Chen & He, 1993)
- Ramulus caii (Brock & Seow-Choen, 2000)
- Ramulus capitatus (Brunner von Wattenwyl, 1907)
- Ramulus ceylonense Otte & Brock, 2005
- Ramulus chengmaii (Thanasinchayakul, 2006)
- Ramulus chinensis (Brunner von Wattenwyl, 1907)
- Ramulus chongxinense (Chen & He, 1991)
- Ramulus concisus (Brunner von Wattenwyl, 1893)
- Ramulus coomani (Chen & Shang, 2002)
- Ramulus cylindriceps (Brunner von Wattenwyl, 1907)
- Ramulus decolyi (Brunner von Wattenwyl, 1907)
- Ramulus detrectans (Brunner von Wattenwyl, 1907)
- Ramulus diversus (Brunner von Wattenwyl, 1907)
- Ramulus dubiosus (Brunner von Wattenwyl, 1907)
- Ramulus ecarinatus (Bi & Lian, 1991)
- Ramulus edentatus (Brunner von Wattenwyl, 1907)
- Ramulus elaboratus (Brunner von Wattenwyl, 1907)
- Ramulus emendatus (Brunner von Wattenwyl, 1907)
- Ramulus eminens (Brunner von Wattenwyl, 1907)
- Ramulus fasciatus (Chen & He, 2006)
- Ramulus femoratus (Chen, 1999)
- Ramulus filiformis (Herbst, 1786)
- Ramulus fissicornis (Brunner von Wattenwyl, 1907)
- Ramulus flavofasciatus (Chen & He, 1993)
- Ramulus flavovittatus (Chen & Li, 2002)
- Ramulus foedatus (Brunner von Wattenwyl, 1907)
- Ramulus formosanus (Shiraki, 1935)
- Ramulus fruhstorferi (Brunner von Wattenwyl, 1907)
- Ramulus frustrans (Brunner von Wattenwyl, 1907)
- Ramulus fuscolineatus (Wood-Mason, 1873)
- Ramulus fuscothoracicus (Liu & Cai, 1992)
- Ramulus gansuense (Chen & Wang, 2005)
- Ramulus gestri (Brunner von Wattenwyl, 1907)
- Ramulus giganteus (Chen & Li, 2002)
- Ramulus globosicaput (Brunner von Wattenwyl, 1907)
- Ramulus grandis (Chen & He, 2006)
- Ramulus granulatus (Shiraki, 1935)
- Ramulus granulosus (Chen & He, 1992)
- Ramulus hainanense (Chen & He, 2002)
- Ramulus harrisonia (Thanasinchayakul, 2006)
- Ramulus henanensis (Chen, 2002)
- Ramulus huayingense (Chen & He, 1997)
- Ramulus hydrocephalus (Brunner von Wattenwyl, 1907)
- Ramulus imperialis (Brunner von Wattenwyl, 1907)
- Ramulus impigrus (Brunner von Wattenwyl, 1907)
- Ramulus inermus (Bi, 1992)
- Ramulus ingerens (Brunner von Wattenwyl, 1907)
- Ramulus interdentatus (Chen, 1999)
- Ramulus interruptus (Chen & He, 2008)
- Ramulus intersulcatus (Chen & He, 1991)
- Ramulus irregulariterdentatus (Brunner von Wattenwyl, 1907)
- Ramulus jianfenglingense (Chen & He, 2008)
- Ramulus jigongshanense (Chen & Li, 1999)
- Ramulus jinnanense (Chen, 1992)
- Ramulus jinxiuense (Chen & He, 2008)
- Ramulus kangxianense (Chen & Wang, 2005)
- Ramulus koreanus (Kwon, Ha & Lee, 1992)
- Ramulus laevigatus (Wood-Mason, 1873)
- Ramulus lanceus Liu & Cai, 1992
- Ramulus lianxianense (Chen, He & Chen, 2000)
- Ramulus liboensis (Chen & Ran, 2002)
- Ramulus lineaticeps (Brunner von Wattenwyl, 1907)
- Ramulus lineatus (Brunner von Wattenwyl, 1893)
- Ramulus lineatus (Liu & Cai, 1992)
- Ramulus lobipes (Brunner von Wattenwyl, 1907)
- Ramulus lobulatus (Brunner von Wattenwyl, 1907)
- Ramulus longianalus (Chen & He, 2008)
- Ramulus longmenense (Chen & He, 2008)
- Ramulus luopingense (Chen & Yin, 1995)
- Ramulus magnus (Brunner von Wattenwyl, 1907)
- Ramulus maoershanense (Chen & He, 1993)
- Ramulus maolanense (Chen & Ran, 2002)
- Ramulus mediocris (Brunner von Wattenwyl, 1907)
- Ramulus melanocephalus (Carl, 1913)
- Ramulus minutidentatus (Chen & He, 1994)
- Ramulus nematodes (Haan, 1842)
- Ramulus neomodestus Otte & Brock, 2005
- Ramulus nigrifactus (Chen & Li, 2002)
- Ramulus nigrodentatus (Chen & Yin, 1996)
- Ramulus nigrolineatus (Chen & He, 1997)
- Ramulus nyalamense (Chen, Shang & Pei, 2000)
- Ramulus oberthuri (Brunner von Wattenwyl, 1907)
- Ramulus obliquus (Chen & He, 1995)
- Ramulus operculatus (Brunner von Wattenwyl, 1907)
- Ramulus paulus (Chen & He, 1994)
- Ramulus penthesilea (Wood-Mason, 1873)
- Ramulus perfidus (Giglio-Tos, 1914)
- Ramulus phalangodes (Bates, 1865)
- Ramulus philippinicus (Brunner von Wattenwyl, 1907)
- Ramulus phyllodeus (Chen & He, 2008)
- Ramulus pingliense (Chen & He, 1991)
- Ramulus platycercatus (Chen & He, 2008)
- Ramulus productus (Brunner von Wattenwyl, 1893)
- Ramulus pseudoarrogans (Chen & He, 2008)
- Ramulus pseudoporus (Westwood, 1859)
- Ramulus rachaburii (Thanasinchayakul, 2006)
- Ramulus recessus (Brunner von Wattenwyl, 1907)
- Ramulus redemptus (Brunner von Wattenwyl, 1907)
- Ramulus reginus (Brunner von Wattenwyl, 1907)
- Ramulus regulus (Brunner von Wattenwyl, 1907)
- Ramulus robinius (Cai, 1993)
- Ramulus rotundus (Chen & He, 1992)
- Ramulus rotunginus (Giglio-Tos, 1914)
- Ramulus russellii (Bates, 1865)
- Ramulus rusticus (Stål, 1877)
- Ramulus scalpratus Liu & Cai, 1992
- Ramulus serrulatus (Brunner von Wattenwyl, 1907)
- Ramulus siamensis (Brunner von Wattenwyl, 1907)
- Ramulus siamensis (Thanasinchayakul, 2006)
- Ramulus sparsidentatus (Chen & He, 1992)
- Ramulus sparsihirtus (Chen & He, 1992)
- Ramulus spatulatus (Bi, 1992)
- Ramulus spinicornus (Chen & He, 2000)
- Ramulus spinulosus (Chen & Wang, 2005)
- Ramulus stilpnoides (Kirby, 1888)
- Ramulus subnematodes (Giebel, 1861)
- Ramulus superbus (Carl, 1913)
- Ramulus superfluus (Brunner von Wattenwyl, 1907)
- Ramulus thaii (Hausleithner, 1985)
- Ramulus tianmushanense (Chen & He, 1995)
- Ramulus tiantaiensis (Zhou, 1997)
- Ramulus tonkinense (Chen & Shang, 2002)
- Ramulus trilineatus (Brunner von Wattenwyl, 1907)
- Ramulus trilineatus (Chen & He, 2008)
- Ramulus ussurianus (Bey-Bienko, 1960)
- Ramulus verecundus (Brunner von Wattenwyl, 1907)
- Ramulus verruculosus (Brunner von Wattenwyl, 1893)
- Ramulus versicolorus (Chen & Wang, 1993)
- Ramulus vicinus (Chen & Li, 1999)
- Ramulus viridulus (Chen & Li, 2002)
- Ramulus vitex (Thanasinchayakul, 2006)
- Ramulus warsbergi (Brunner von Wattenwyl, 1907)
- Ramulus wenxianense (Chen & Wang, 2005)
- Ramulus westwoodii (Wood-Mason, 1873)
- Ramulus wuyishanense (Chen, 1999)
- Ramulus xanti (Brunner von Wattenwyl, 1907)
- Ramulus xiaguanense (Chen & He, 2008)
- Ramulus xinganense (Chen & He, 1999)
- Ramulus xingshanense (Chen & He, 1997)
- Ramulus xixiaense (Chen, 1999)
- Ramulus yongrenense (Chen & He, 2008)
- Ramulus ziziphus (Thanasinchayakul, 2006)